# ウムト・ブルト
ウムト・ブルト（Umut Bulut, 1983年3月15日 - ）は、トルコ・カイセリ出身の元同国代表サッカー選手。現役時代のポジションはFW（センターフォワード）。

## 経歴
MKEアンカラギュジュでプレーした後、強豪トラブゾンスポルヘ移籍、そこで活躍し、2011年6月17日にフランス・リーグ・アンのトゥールーズFCヘ移籍、2012年6月29日にガラタサライSKにレンタル移籍し、母国に復帰した。
2013年7月、ガラタサライへ完全移籍。2015-16シーズン限りで契約満了となった。
2016年8月30日、カイセリスポルへ加入することが発表された。
2020年1月より、イェニ・マラティヤスポルと1年半の契約を締結した。

## 代表歴
2007年6月5日のブラジル戦で代表デビューし、2012年6月2日のポルトガル戦で代表初ゴールを含む2得点を挙げた。2013年9月6日のワールドカップ予選、アンドラ戦でハットトリックを達成した。

## 人物
2016年3月13日にアンカラで発生した爆発テロ事件において、自身の父親が犠牲となった。

## タイトル

### クラブ
トラブゾンスポル
- テュルキエ・クパス : 2009-10
- テュルキエ・スュペル・クパス（英語版）: 2010

ガラタサライ
- スュペル・リグ : 2012-13, 2014-15
- テュルキエ・クパス : 2013-14, 2014-15, 2015-16
- テュルキエ・スュペル・クパス : 2012, 2013, 2015

### 個人
- テュルキエ・クパス得点王 : 2009-10（7得点）

## 個人成績

### 代表での得点
| #   | 日時           | 場所           | 相手       | スコア | 結果 | 大会                                    |
| --- | -------------- | -------------- | ---------- | ------ | ---- | --------------------------------------- |
| 1.  | 2012年6月2日   | リスボン       | ポルトガル | 1-0    | 3-1  | 親善試合                                |
| 2.  | 2012年6月2日   | リスボン       | ポルトガル | 2-1    | 3-1  | 親善試合                                |
| 3.  | 2012年9月11日  | イスタンブール | エストニア | 2-0    | 3-0  | 2014 FIFAワールドカップ・ヨーロッパ予選 |
| 4.  | 2013年8月14日  | イスタンブール | ガーナ     | 2-0    | 2-2  | 親善試合                                |
| 5.  | 2013年9月6日   | カイセリ       | アンドラ   | 1-0    | 5-0  | 2014 FIFAワールドカップ・ヨーロッパ予選 |
| 6.  | 2013年9月6日   | カイセリ       | アンドラ   | 2-0    | 5-0  | 2014 FIFAワールドカップ・ヨーロッパ予選 |
| 7.  | 2013年9月6日   | カイセリ       | アンドラ   | 3-0    | 5-0  | 2014 FIFAワールドカップ・ヨーロッパ予選 |
| 8.  | 2013年10月11日 | タリン         | エストニア | 1-0    | 2-0  | 2014 FIFAワールドカップ・ヨーロッパ予選 |
| 9.  | 2013年11月19日 | メルスィン     | ベラルーシ | 1-0    | 2-1  | 親善試合                                |
| 10. | 2014年10月10日 | イスタンブール | チェコ     | 1-0    | 1-2  | UEFA EURO 2016予選                      |